# 주차금지 (영화)
《주차금지》(No Parking)는 한국에서 제작된 정승언 감독의 2006년 영화이다. 손호영 등이 주연으로 출연하였고 윤소웅 등이 제작에 참여하였다.

## 줄거리
사소한 시비인 줄 알았다... 그 자가 나타나기 전에는...! 계약직 과장 ‘연희’는 정규직이 걸린 프로젝트 준비부터 직장 상사의 치근덕거림과 출퇴근길 교통난까지 만성 스트레스에 시달린다. 그러던 어느 날, 퇴근 후 도저히 주차를 할 수 없게 대어진 차량 때문에 분통이 터진 연희는 한 번도 마주친 적 없었던 수상한 자와 사소한 시비가 붙게 되고, 예상치 못한 최악의 상황으로 번져가는데…

## 출연

### 주연
- 손호영
- 김명주
- 여수진
- 이훈희
- 정승언

## 제작진
- 조명: 김석종
- 조명: 김영웅
- 조명: 김명주
- 스크립터: 최민지
- 녹음: 윤순호
- 녹음: 최바울